# Eksperiment sa litijum tokamakom
Eksperiment sa litijum tokamakom (engl. Lithium Tokamak Experiment, LTX), i njegov prethodnik, Trenutni pogonski eksperiment - nadogradnja (CDX-U), su uređaji posvećeni proučavanju tečnog litijuma kao komponente okrenute plazmi (PFC) u Laboratoriji za fiziku plazme Prinstona.

## Prednosti litijuma kao PFC-a
Jedno od tekućih istraživačkih pitanja za razvoj komercijalne fuzione energije je izbor materijala za delove reaktorske posude okrenute plazmi, takođe poznatog kao prvi zid. Većina reaktora radi na ekvivalentnom visokom vakuumu i stoga zahtevaju materijale visoke čvrstoće da se odupru unutrašnjem pritisku magneta na praznu unutrašnjost. Tipični materijali su oni koji se koriste u drugim hemijskim i atomskim procesima, kao što su razne legure čelika.
Nažalost, ovi isti materijali imaju brojne nedostatke kada se koriste u fuzionim reaktorima. Jedan od glavnih problema je što kada odbeglo fuziono gorivo udari u materijal koji se hladi, vraćajući se u masu goriva na nižoj temperaturi i hladeći gorivo u celini. Ovo je poznato kao „recikliranje”. Drugi je da ove reakcije takođe mogu da odcepe atome metala, a zbog svoje velike atomske mase, ili „visokog Z”, kada se zagreju, emituju velike količine rendgenskih zraka koji takođe hlade plazma gorivo.
Jedna od atraktivnih karakteristika tečnog litijumskog PFC-a je da praktično eliminiše recikliranje. To je zato što litijum ima visoku hemijsku reaktivnost sa atomskim vodonikom, koji se zatim zadržava u PFC-u. Pored toga, litijum ima nizak atomski broj, Z. Ovo daje najmanji mogući gubitak energije radijacijom iz PFC materijala koji može završiti u plazmi, jer se zračenje snažno povećava sa povećanjem Z. Konačno, tekući tečni litijum takođe može potencijalno da podnese velike gustine snage koje se očekuju na zidovima reaktora.